# Alex Bugnon
Pour les articles homonymes, voir Bugnon.
 (avril 2014).
Si vous disposez d'ouvrages ou d'articles de référence ou si vous connaissez des sites web de qualité traitant du thème abordé ici, merci de compléter l'article en donnant les références utiles à sa vérifiabilité et en les liant à la section « Notes et références ».
Alex Bugnon (né à Montreux en Suisse, le 10 octobre 1958) est un pianiste et claviériste de Smooth jazz ; il est le gendre de Donald Byrd.
Il a étudié au Conservatoire national de Paris avant de se rendre aux États-Unis pour intégrer la Berklee College of Music de Boston.
Il a travaillé comme musicien de studio pendant 4 années avec des musiciens de Jazz, notamment Patti Austin, Freddie Jackson, James Ingram et Keith Sweat.

## Discographie
- Love Season, 1988
- Head Over Heels, 1990
- 107 In The Shade, 1991
- This Time Around, 1993
- Tales from the Bright Side, 1995
- ...as Promised, 2000
- Soul Purpose, 2001
- Southern Living, 2005
- Free, 2007